# Carex evoluta
Carex evoluta là một loài thực vật có hoa trong họ Cói. Loài này được Hartm. mô tả khoa học đầu tiên năm 1818.